# Louis Schaub
Louis Schaub (Fulda, 29 dicembre 1994) è un calciatore tedesco naturalizzato austriaco, centrocampista del Rapid Vienna.

## Biografia
Figlio dell'ex calciatore professionista tedesco Fred Schaub, deceduto in un incidente automobilistico nel 2003, nel quale lo stesso Louis, a 8 anni, rimase ferito. Anche sua sorella Chiara gioca a calcio professionalmente.

## Caratteristiche tecniche
Di ruolo trequartista, può giocare anche da ala. Dispone di buon dribbling e velocità.

## Carriera

### Club
Ha totalizzato 160 presenze nella massima serie austriaca con la maglia del Rapid Vienna.
Il 16 maggio 2018 si è trasferito al Colonia, con cui ha vinto il campionato di 2. Bundesliga 2018-19. Successivamente è passato in prestito prima all'Amburgo e poi agli svizzeri del Lucerna.

### Nazionale
Ha esordito con la nazionale Under-21 austriaca durante le qualificazioni agli europei di categoria.
Dopo aver esordito nella nazionale maggiore il 6 ottobre 2016 contro il Galles, è stato convocato per gli Europei 2020.

## Statistiche

### Presenze e reti nei club
Statistiche aggiornate al 2 aprile 2025.
| Stagione            | Squadra             | Campionato          | Campionato | Campionato | Coppe nazionali | Coppe nazionali | Coppe nazionali | Coppe continentali | Coppe continentali | Coppe continentali | Altre coppe | Altre coppe | Altre coppe | Totale | Totale | Totale |
| Stagione            | Squadra             | Comp                | Pres       | Reti       | Comp            | Pres            | Reti            | Comp               | Pres               | Reti               | Comp        | Pres        | Reti        | Pres   | Reti   |        |
| ------------------- | ------------------- | ------------------- | ---------- | ---------- | --------------- | --------------- | --------------- | ------------------ | ------------------ | ------------------ | ----------- | ----------- | ----------- | ------ | ------ | ------ |
| 2011-2012           | Rapid Vienna        | BL                  | 0          | 0          | CA              | 1               | 2               | -                  | -                  | -                  | -           | -           | -           | 1      | 2      |        |
| 2012-2013           | Rapid Vienna        | BL                  | 16         | 2          | CA              | 1               | 0               | UEL                | 0                  | 0                  | -           | -           | -           | 17     | 2      |        |
| 2013-2014           | Rapid Vienna        | BL                  | 34         | 3          | CA              | 1               | 0               | UEL                | 10                 | 4                  | -           | -           | -           | 45     | 7      |        |
| 2014-2015           | Rapid Vienna        | BL                  | 28         | 5          | CA              | 3               | 0               | UEL                | 2                  | 3                  | -           | -           | -           | 33     | 8      |        |
| 2015-2016           | Rapid Vienna        | BL                  | 24         | 5          | CA              | 2               | 0               | UCL+UEL            | 4+4                | 3+1                | -           | -           | -           | 34     | 9      |        |
| 2016-2017           | Rapid Vienna        | BL                  | 28         | 5          | CA              | 3               | 1               | UEL                | 10                 | 5                  | -           | -           | -           | 41     | 11     |        |
| 2017-2018           | Rapid Vienna        | BL                  | 30         | 5          | CA              | 4               | 3               | -                  | -                  | -                  | -           | -           | -           | 34     | 8      |        |
| 2018-2019           | Colonia             | 2.BL                | 27         | 3          | CG              | 2               | 1               | -                  | -                  | -                  | -           | -           | -           | 29     | 4      |        |
| 2019-gen. 2020      | Colonia             | BL                  | 9          | 1          | CG              | 2               | 1               | -                  | -                  | -                  | -           | -           | -           | 11     | 2      |        |
| gen.-giu. 2020      | Amburgo             | 2.BL                | 12         | 0          | CG              | 0               | 0               | -                  | -                  | -                  | -           | -           | -           | 12     | 0      |        |
| 2020-2021           | Lucerna             | SL                  | 32         | 8          | CS              | 4               | 1               | -                  | -                  | -                  | -           | -           | -           | 36     | 9      |        |
| 2021-2022           | Colonia             | BL                  | 28         | 1          | CG              | 2               | 0               | -                  | -                  | -                  | -           | -           | -           | 30     | 1      |        |
| Totale Colonia      | Totale Colonia      | Totale Colonia      | 64         | 5          |                 | 6               | 2               |                    | -                  | -                  |             | -           | -           | 70     | 7      |        |
| 2022-2023           | Hannover 96         | 2.BL                | 25         | 5          | CG              | 1               | 0               | -                  | -                  | -                  | -           | -           | -           | 26     | 5      |        |
| 2023-2024           | Hannover 96         | 2.BL                | 29         | 3          | CG              | 1               | 1               | -                  | -                  | -                  | -           | -           | -           | 30     | 4      |        |
| Totale Hannover     | Totale Hannover     | Totale Hannover     | 54         | 8          |                 | 2               | 1               |                    | -                  | -                  |             | -           | -           | 56     | 9      |        |
| 2024-2025           | Rapid Vienna        | BL                  | 21         | 2          | CA              | 2               | 0               | UEL+UECL           | 4+7                | 0+3                | -           | -           | -           | 34     | 5      |        |
| Totale Rapid Vienna | Totale Rapid Vienna | Totale Rapid Vienna | 181        | 27         |                 | 17              | 6               |                    | 41                 | 19                 |             | -           | -           | 239    | 52     |        |
| Totale carriera     | Totale carriera     | Totale carriera     | 343        | 48         |                 | 29              | 10              |                    | 41                 | 19                 |             | -           | -           | 413    | 77     |        |

### Cronologia presenze e reti in nazionale
| Cronologia completa delle presenze e delle reti in nazionale ― Austria | Cronologia completa delle presenze e delle reti in nazionale ― Austria | Cronologia completa delle presenze e delle reti in nazionale ― Austria | Cronologia completa delle presenze e delle reti in nazionale ― Austria | Cronologia completa delle presenze e delle reti in nazionale ― Austria | Cronologia completa delle presenze e delle reti in nazionale ― Austria | Cronologia completa delle presenze e delle reti in nazionale ― Austria | Cronologia completa delle presenze e delle reti in nazionale ― Austria |
| Data                                                                   | Città                                                                  | In casa                                                                | Risultato                                                              | Ospiti                                                                 | Competizione                                                           | Reti                                                                   | Notel                                                                  |
| ---------------------------------------------------------------------- | ---------------------------------------------------------------------- | ---------------------------------------------------------------------- | ---------------------------------------------------------------------- | ---------------------------------------------------------------------- | ---------------------------------------------------------------------- | ---------------------------------------------------------------------- | ---------------------------------------------------------------------- |
| 6-10-2016                                                              | Vienna                                                                 | Austria                                                                | 2 – 2                                                                  | Galles                                                                 | Qual. Mondiali 2018                                                    | -                                                                      | 87’                                                                    |
| 12-11-2016                                                             | Vienna                                                                 | Austria                                                                | 0 – 1                                                                  | Irlanda                                                                | Qual. Mondiali 2018                                                    | -                                                                      | 57’                                                                    |
| 5-9-2017                                                               | Vienna                                                                 | Austria                                                                | 1 – 1                                                                  | Georgia                                                                | Qual. Mondiali 2018                                                    | 1                                                                      | 38’                                                                    |
| 6-10-2017                                                              | Vienna                                                                 | Austria                                                                | 3 – 2                                                                  | Serbia                                                                 | Qual. Mondiali 2018                                                    | 1                                                                      | 61’                                                                    |
| 9-10-2017                                                              | Chișinău                                                               | Moldavia                                                               | 0 – 1                                                                  | Austria                                                                | Qual. Mondiali 2018                                                    | 1                                                                      | 61’                                                                    |
| 14-11-2017                                                             | Vienna                                                                 | Austria                                                                | 2 – 1                                                                  | Uruguay                                                                | Amichevole                                                             | 1                                                                      | 59’                                                                    |
| 23-3-2018                                                              | Klagenfurt am Wörthersee                                               | Austria                                                                | 3 – 0                                                                  | Slovenia                                                               | Amichevole                                                             | -                                                                      | 90’                                                                    |
| 27-3-2018                                                              | Lussemburgo                                                            | Lussemburgo                                                            | 0 – 4                                                                  | Austria                                                                | Amichevole                                                             | 1                                                                      | 62’                                                                    |
| 30-5-2018                                                              | Innsbruck                                                              | Austria                                                                | 1 – 0                                                                  | Russia                                                                 | Amichevole                                                             | -                                                                      | 46’                                                                    |
| 11-9-2018                                                              | Zenica                                                                 | Bosnia ed Erzegovina                                                   | 1 – 0                                                                  | Austria                                                                | UEFA Nations League 2018-2019 - 1º turno                               | -                                                                      | 86’                                                                    |
| 16-10-2018                                                             | Herning                                                                | Danimarca                                                              | 2 – 0                                                                  | Austria                                                                | Amichevole                                                             | -                                                                      | 78’                                                                    |
| 10-6-2019                                                              | Varsavia                                                               | Macedonia del Nord                                                     | 1 – 4                                                                  | Austria                                                                | Qual. Euro 2020                                                        | -                                                                      | 90’                                                                    |
| 10-10-2019                                                             | Vienna                                                                 | Austria                                                                | 3 – 1                                                                  | Israele                                                                | Qual. Euro 2020                                                        | -                                                                      | 59’                                                                    |
| 19-11-2019                                                             | Riga                                                                   | Lettonia                                                               | 1 – 0                                                                  | Austria                                                                | Qual. Euro 2020                                                        | -                                                                      |                                                                        |
| 7-10-2020                                                              | Klagenfurt am Wörthersee                                               | Austria                                                                | 2 – 1                                                                  | Grecia                                                                 | Amichevole                                                             | -                                                                      | 76’                                                                    |
| 11-11-2020                                                             | Lussemburgo                                                            | Lussemburgo                                                            | 0 – 3                                                                  | Austria                                                                | Amichevole                                                             | -                                                                      | 58’                                                                    |
| 15-11-2020                                                             | Vienna                                                                 | Austria                                                                | 2 – 1                                                                  | Irlanda del Nord                                                       | UEFA Nations League 2020-2021 - 1º turno                               | 1                                                                      | 78’                                                                    |
| 25-3-2021                                                              | Glasgow                                                                | Scozia                                                                 | 2 – 2                                                                  | Austria                                                                | Qual. Mondiali 2022                                                    | -                                                                      | 68’                                                                    |
| 28-3-2021                                                              | Vienna                                                                 | Austria                                                                | 3 – 1                                                                  | Fær Øer                                                                | Qual. Mondiali 2022                                                    | -                                                                      | 85’                                                                    |
| 2-6-2021                                                               | Middlesbrough                                                          | Inghilterra                                                            | 1 – 0                                                                  | Austria                                                                | Amichevole                                                             | -                                                                      | 62’                                                                    |
| 6-6-2021                                                               | Vienna                                                                 | Austria                                                                | 0 – 0                                                                  | Slovacchia                                                             | Amichevole                                                             | -                                                                      | 46’                                                                    |
| 26-6-2021                                                              | Londra                                                                 | Italia                                                                 | 2 – 1 dts                                                              | Austria                                                                | Euro 2020 - Ottavi di finale                                           | -                                                                      | 106’                                                                   |
| 1-9-2021                                                               | Chișinău                                                               | Moldavia                                                               | 0 – 2                                                                  | Austria                                                                | Qual. Mondiali 2022                                                    | -                                                                      | 87’                                                                    |
| 4-9-2021                                                               | Haifa                                                                  | Israele                                                                | 5 – 2                                                                  | Austria                                                                | Qual. Mondiali 2022                                                    | -                                                                      | 46’                                                                    |
| 7-9-2021                                                               | Vienna                                                                 | Austria                                                                | 0 – 1                                                                  | Scozia                                                                 | Qual. Mondiali 2022                                                    | -                                                                      | 77’                                                                    |
| 9-10-2021                                                              | Tórshavn                                                               | Fær Øer                                                                | 0 – 2                                                                  | Austria                                                                | Qual. Mondiali 2022                                                    | -                                                                      | 77’                                                                    |
| 12-10-2021                                                             | Copenaghen                                                             | Danimarca                                                              | 1 – 0                                                                  | Austria                                                                | Qual. Mondiali 2022                                                    | -                                                                      | 72’                                                                    |
| 12-11-2021                                                             | Klagenfurt am Wörthersee                                               | Austria                                                                | 4 – 2                                                                  | Israele                                                                | Qual. Mondiali 2022                                                    | 2                                                                      | 58’                                                                    |
| 15-11-2021                                                             | Klagenfurt am Wörthersee                                               | Austria                                                                | 4 – 1                                                                  | Moldavia                                                               | Qual. Mondiali 2022                                                    | -                                                                      | 58’                                                                    |
| Totale                                                                 |                                                                        | Presenze                                                               | 29                                                                     |                                                                        | Reti                                                                   | 8                                                                      |                                                                        |

## Palmarès

### Club

#### Competizioni nazionali
- Campionato tedesco di seconda divisione: 1

Colonia: 2018-2019
- Coppa Svizzera: 1

Lucerna: 2020-2021